# Bloedplaatje

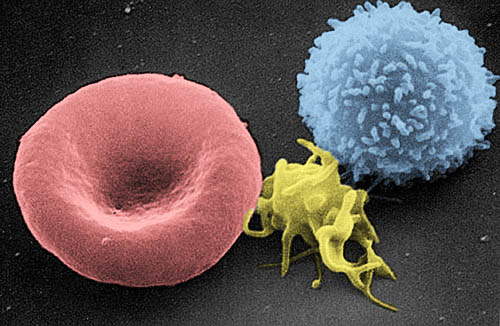
Rode en witte bloedcel en in het midden een bloedplaatje

Bloedplaatjes of trombocyten zijn de kleinste cellen (2-3 µm groot) in het bloed. Zij hebben geen celkern. Bloedplaatjes zijn belangrijk voor de bloedstolling na verwonding (hemostase).

## Beschrijving
Bloedplaatjes worden net als de andere bloedcellen gevormd in het beenmerg. Trombopoëtine, een hormoon, stimuleert de ontwikkeling en proliferatie van reuscellen die megakaryoblasten worden genoemd. Deze reuscellen ondergaan endomitose. Dat wil zeggen dat de kern van de cel zich deelt, terwijl de cel hierbij niet groter wordt. De megakaryoblasten differentiëren zich tot megakaryocyten. Deze cellen hebben een goed ontwikkeld golgiapparaat, vele mitochondriën, ruw endoplasmatisch reticulum en lysosomen. Door afsnoeringen van de megakaryocyt worden bloedplaatjes gevormd. Uit een megakaryocyt kunnen wel duizenden bloedplaatjes worden gevormd. Bloedplaatjes zijn dus eigenlijk geen volledige cellen meer maar slechts fragmentjes. De levensduur van een bloedplaatje in de bloedsomloop is ongeveer 8 à 10 dagen. De afbraak van bloedplaatjes vindt plaats in de milt en de lever.

## Stolling
Als een bloedvatwand beschadigd is, gaan de bloedplaatjes aan de beschadigde wand plakken. Dit komt door binding van de bloedplaatjes aan collageenvezels die door de beschadiging bloot zijn komen te liggen. Daarnaast plakken de bloedplaatjes ook aan elkaar, aggregeren, en begint er zich een prop te vormen. Ook wordt fibrine gevormd uit fibrinogeen. Fibrine is een vezelachtige stof dat een netwerk van draden gaat vormen om de bloedprop te verstevigen. Daarbij komt ook tromboplastine vrij uit het beschadigde weefsel. Het vrijgekomen tromboplastine en het plakken van de bloedplaatjes staan aan het begin van een ingewikkelde keten van reacties, bloedstolling, die eindigt met het ontstaan van een bloedstolsel. Zo kan er een afsluitende bloedprop gevormd worden.

## Afweer
Bij een virusinfectie nemen bloedplaatjes virusdeeltjes op uit de longen, waarna ze terugkeren in de bloedbaan en vervolgens worden opgeruimd in lever of milt. Dit mechanisme kan leiden tot een tekort aan bloedplaatjes met als gevolg een risico op stollings- en acute hart- en vaatproblemen.

## Bepaling
Om te onderzoeken of iemand te weinig, genoeg of te veel bloedplaatjes in zijn bloed heeft, wordt in een klinisch chemisch laboratorium in het ziekenhuis of in een huisartsenlaboratorium het aantal bloedplaatjes bepaald. Dit gebeurt meestal met een zogenaamd hemocytometrie-apparaat. Dit apparaat kan met behulp van een impedantie of een optische meting bepalen wat de concentratie bloedplaatjes in iemands bloed is. Soms echter gaan de bloedplaatjes klonteren in de buis waarin het bloed afgenomen is. Dit heet EDTA-pseudothrombocytopenie. Het is onschuldig voor de patiënt (dit klonteren gebeurt alleen in de buis), maar het aantal bloedplaatjes is dan niet meer nauwkeurig te
bepalen. Bij patiënten met dit fenomeen wordt dan bloed in een buisje met citraat afgenomen om zo het aantal trombocyten (bloedplaatjes) te kunnen bepalen. Over het algemeen heeft het anti-stollingsmiddel in deze buis geen effect op de klontering van de trombocyten na de afname.
Naast afwijkingen in het aantal bloedplaatjes kan er in het klinisch chemisch laboratorium ook onderzoek gedaan worden naar het vermogen van de bloedplaatjes om te aggregeren, samen te klonteren. Dit onderzoek wordt trombocytenfunctie-onderzoek ofwel trombocytenaggregatie-onderzoek genoemd. Er worden verschillende stoffen aan de bloedplaatjes toegevoegd die bloedplaatjes van gezonde personen laten samenklonteren. Met dit onderzoek kunnen afwijkingen in het functioneren van bloedplaatjes opgespoord worden.

## Ziekten
- Trombocytopenie: een tekort aan bloedplaatjes in het bloed. Het gevolg is dat bloedingen door beschadigingen van de vaatwand niet goed worden gestelpt, wat in ernstige gevallen levensgevaarlijk kan zijn. Ook krijgt men snel blauwe plekken.
- Trombocytose: een teveel aan bloedplaatjes in het bloed. Hierdoor kunnen spontane bloedstolsels ontstaan (trombose).
- Trombocytopathie: de bloedplaatjes hebben dan een gestoorde functie en doen niet wat ze doen moeten. De symptomen zijn vergelijkbaar met trombocytopenie.

## Trombocytentransfusie
Bij een tekort aan trombocyten en risico op bloedingen, kan het soms nodig zijn om een trombocytentransfusie te geven. Een tekort aan trombocyten wordt dan aangevuld door de patiënt een trombcytenconcentraat verkregen van donoren toe te dienen. Omdat het aanbod van trombocyten gering is, en de levensduur van een getransfundeerde trombocyt maar een paar dagen, heeft dit alleen zin als er uitzicht bestaat dat het trombocytentekort van beperkte duur is. Het wordt b.v. niet gedaan bij mensen die om wat voor reden dan ook geen functionerend beenmerg meer hebben en dat ook niet meer gaan krijgen.

## Bloedplaatjes in kankerdiagnose
Uit onderzoek is in 2015 gebleken dat bloedplaatjes van patiënten met kanker unieke RNA-patronen bevatten die het mogelijk maken om gezonde individuen te onderscheiden van kankerpatiënten met een zekerheid van 96%.

## Overzicht hematopoëse
| Hematopoëse            | Hematopoëse          | Hematopoëse            | Hematopoëse | Hematopoëse | Hematopoëse | Hematopoëse | Hematopoëse | Hematopoëse     | Hematopoëse    |
| ---------------------- | -------------------- | ---------------------- | ----------- | ----------- | ----------- | ----------- | ----------- | --------------- | -------------- |
| Leukopoëse             | Leukopoëse           | Leukopoëse             | Leukopoëse  | Leukopoëse  | Leukopoëse  | Leukopoëse  | Leukopoëse  | Erytropoëse     | Trombopoëse    |
| Myeloblast             | Myeloblast           | Myeloblast             | Monoblast   | Lymfoblast  | Lymfoblast  | Lymfoblast  |             | Pro-erytroblast | Megakaryoblast |
| Myeloblast             | Myeloblast           | Myeloblast             | Monoblast   | Lymfoblast  | Lymfoblast  | Lymfoblast  | Erytroblast |                 | Megakaryoblast |
| Myeloblast             | Myeloblast           | Myeloblast             | Monoblast   | Lymfoblast  | Lymfoblast  | Lymfoblast  | Normoblast  |                 | Megakaryoblast |
| Promyelocyt            | Promyelocyt          | Promyelocyt            | Monocyt     | Lymfocyt    | Lymfocyt    | Lymfocyt    | Reticulocyt | Megakaryocyt    |                |
| Neutrofiele granulocyt | Basofiele granulocyt | Eosinofiele granulocyt | Macrofaag   | B-cel       | T-cel       | NK-cel      | Mastocyt    | Erytrocyt       | Trombocyt      |